# Terenos
Terenos, amtlich Município de Terenos , ist eine Stadt im brasilianischen Bundesstaat Mato Grosso do Sul in der Mesoregion Central-Nord in der Mikroregion Campo Grande.

## Geografie

### Lage
Die Stadt liegt 27 km von der Hauptstadt des Bundesstaates (Campo Grande) und 1053 km von der Landeshauptstadt (Brasília) entfernt. Nachbarstädte sind Corguinho, Rochedo, Campo Grande, Sidrolândia, Aquidauana und Dois Irmãos do Buriti.

### Gewässer
Die Stadt steht unter dem Einfluss des Rio Aquidauana, der zum Flusssystem des Río de la Plata gehört. Er ist ein rechter Nebenfluss des Rio Miranda.

### Vegetation
Das Gebiet ist ein Teil der Cerrados (Savanne Zentralbrasiliens).

### Klima
In der Stadt herrscht Tropisches Klima (Aw).

## Verkehr
Die Bundesstraße BR-262 und die Landesstraße MS-352 gehen durch das Stadtgebiet.

## Durchschnittseinkommen und HDI
Das Durchschnittseinkommen lag 2011 bei 15.615 Real, der Index der menschlichen Entwicklung (HDI) bei 0,658.